# Psychotria infundibulifera
Psychotria infundibulifera är en måreväxtart som beskrevs av William Albert Setchell. Psychotria infundibulifera ingår i släktet Psychotria och familjen måreväxter. Inga underarter finns listade i Catalogue of Life.